# 索爾 (明尼蘇達州)
索爾（英語：Thor）是位於美國明尼蘇達州艾特金縣利鎮區的一個非建制地區。

## 地理
索爾所處的海拔為高於海平面387米（即1270英呎），而該地所採用的時區為UTC-6，即北美中部時區（CST）。同時該地設有夏令時間，為UTC-6調快一小時，即UTC-5（CDT）。